# Icarios (Athènes)
Pour les articles homonymes, voir Icarios et Icare (homonymie).

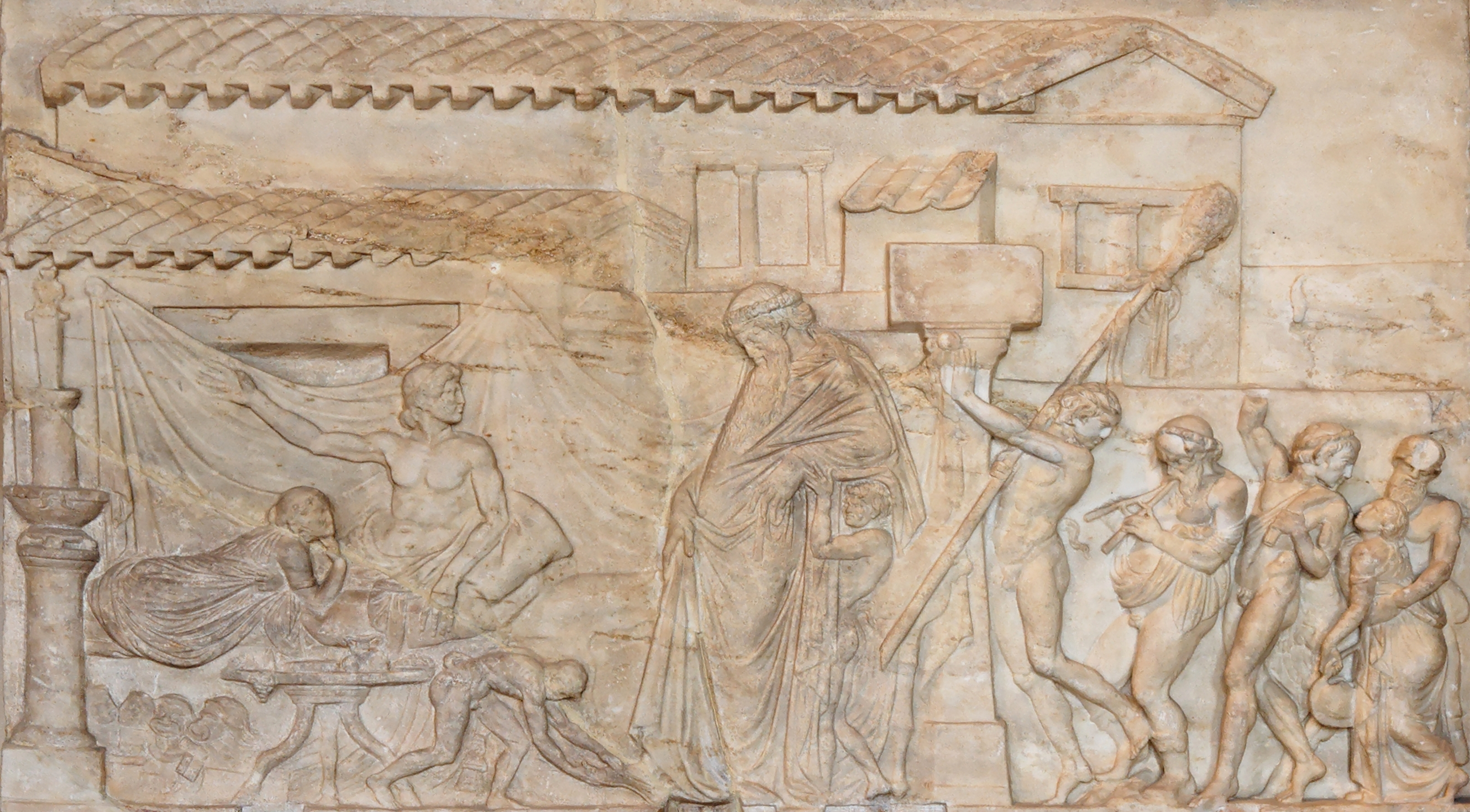
Dionysos chez Icarios (Anonyme) Copie romaine (Ier-IIe) d’après un original hellénistique (fin) ; Dionysos (porteur du thyrse), précédé de Silène, suivi de Satyres et de Ménades, faisant son entrée dans la salle du festin où l'attendent Icarios et Phanothéas ; bas-relief en marbre ; Musée du Louvre.

Dans la mythologie grecque, Icarios (en grec ancien Ἰκάριος / Ikários) ou Icare (Ἴκαρος / Ikaros), type héroïque du cultivateur athénien avait pour fille Érigone et pour épouse Phanothéa, à laquelle on attribue l'invention du vers hexamètre. Il vivait à Athènes du temps de Pandion.
Ayant donné l'hospitalité à Dionysos, celui-ci lui apprit l'art de planter la vigne et de faire le vin. Mais Dionysos lui recommanda de tenir ce trésor caché, de peur des malheurs qui pourraient en survenir. Malgré cela, il révéla à quelques bergers de l'Attique comment faire du vin. Ivres, ils se crurent empoisonnés et le tuèrent. Sa chienne, Méra, révéla à sa fille le lieu où était son cadavre. De désespoir, elle se pendit. Dionysos vengea cette mort par une fureur qui tourmenta les femmes de l'Attique, jusqu'à ce que l'oracle eut ordonné des fêtes expiatoires. Icarios fut mis au rang des dieux. On lui offrit en sacrifice du vin et des raisins.
Zeus le plaça parmi les astres, où il forma la constellation du Bootès. Érigone forma celle de la Vierge, et Méra fit partie du Petit chien, sous le nom de Procyon.

### Sources antiques
- Pseudo-Apollodore, Bibliothèque [détail des éditions] [lire en ligne] (III, 14, 7).
- Hygin, Astronomie [détail des éditions] [(la) lire en ligne] (II, 4 ; II, 35), Fables [détail des éditions] [(la) lire en ligne] (CXXX ; CCXXIV).
- Nonnos de Panopolis, Dionysiaques [détail des éditions] [lire en ligne] (XLVII).